# Distrito de Pusi
El distrito de Pusi es uno de los 8 distritos que conforman la provincia de Huancané, ubicada en el departamento de Puno en el sudeste del Perú.
Desde el punto de vista jerárquico de la Iglesia católica forma parte de la Prelatura de Juli en la Arquidiócesis de Arequipa.

## Geografía
Situado a orillas del lago Titicaca al sur de la provincia. Linda al norte con los distritos de  Taraco y de Samán este último en la Provincia de Azángaro; al sur con los de Capachica y Coata en la Provincia de Puno; al este con el lago; y al oeste con la Provincia de San Román, distritos de Caracoto y de Juliaca.

## Demografía
La población estimada en el año 2000 es de 7 458 habitantes.

## Autoridades

### Municipales
- 2023 - 2026[3]
  - Alcalde: Sr. Delfin Colca Colca
  - Regidores:
  - Sra. Benedicta Mamani Gutierrez
  - Sr. José Cayo Mamani
  - Sra. Ilma Elesia Chambi Beltrame
  - Sr. Gerardo Pelinco Pacompia
  - Sr. Néstor Andrés Gutierrez Choque

## Festividades
- 1 de enero: Fiesta de recepción de Año Nuevo y autoridades políticas.
- 20 de enero: Kjashuas de San Sebastián.
- 2 de febrero: Fiesta religiosa de la Candelaria.
- Febrero - marzo: Fiestas Carnestolendas.
- 15 de mayo: San Isidro Patrono Labrador.
- 24 de junio: Fiesta patronal de San Juan.
- 27 y 28 de julio: Aniversario patrio con desfiles.
- 8 de septiembre: Fiesta religiosa de la natividad.
- 8 de diciembre: Fiesta de la Concepción y otros.